# Tamara Smirnowa
| Odkryte planetoidy: 135 | Odkryte planetoidy: 135 |
| ----------------------- | ----------------------- |
| (1774) Kulikov          | 22 października 1968    |
| (1791) Patsayev         | 4 września 1967         |
| (1793) Zoya             | 28 lutego 1968          |
| (1804) Chebotarev       | 6 kwietnia 1967         |
| (1835) Gajdariya        | 30 lipca 1970           |
| (1854) Skvortsov        | 22 października 1968    |
| (1857) Parchomenko      | 30 sierpnia 1971        |
| (1900) Katyusha         | 16 grudnia 1971         |
| (1902) Shaposhnikov     | 18 kwietnia 1972        |
| (1903) Adzhimushkaj     | 9 maja 1972             |
| (1904) Massevitch       | 9 maja 1972             |
| (1905) Ambartsumian     | 14 maja 1972            |
| (1977) Shura            | 30 sierpnia 1970        |
| (2002) Euler            | 29 sierpnia 1973        |
| (2009) Voloshina        | 22 października 1968    |
| (2011) Veteraniya       | 30 sierpnia 1970        |
| (2032) Ethel            | 30 lipca 1970           |
| (2046) Leningrad        | 22 października 1968    |
| (2071) Nadezhda         | 18 sierpnia 1971        |
| (2072) Kosmodemyanskaya | 31 sierpnia 1973        |
| (2093) Genichesk        | 28 kwietnia 1971        |
| (2111) Tselina          | 13 czerwca 1969         |
| (2112) Ulyanov          | 13 lipca 1972           |
| (2120) Tyumenia         | 9 września 1967         |
| (2121) Sevastopol       | 27 czerwca 1971         |
| (2122) Pyatiletka       | 14 grudnia 1971         |
| (2126) Gerasimovich     | 30 sierpnia 1970        |
| (2139) Makharadze       | 30 czerwca 1970         |
| (2140) Kemerovo         | 30 sierpnia 1970        |
| (2141) Simferopol       | 30 sierpnia 1970        |
| (2171) Kiev             | 28 sierpnia 1973        |
| (2172) Plavsk           | 31 sierpnia 1973        |
| (2192) Pyatigoriya      | 18 kwietnia 1972        |
| (2216) Kerch            | 12 czerwca 1971         |
| (2217) Eltigen          | 26 września 1971        |
| (2250) Stalingrad       | 18 kwietnia 1972        |
| (2280) Kunikov          | 26 września 1971        |
| (2328) Robeson          | 19 kwietnia 1972        |
| (2342) Lebedev          | 22 października 1968    |
| (2345) Fučik            | 25 lipca 1974           |
| (2349) Kurchenko        | 30 lipca 1970           |
| (2360) Volgo-Don        | 2 listopada 1975        |
| (2371) Dimitrov         | 2 listopada 1975        |
| (2400) Derevskaya       | 17 maja 1972            |
| (2401) Aehlita          | 2 listopada 1975        |
| (2422) Perovskaya       | 28 kwietnia 1968        |
| (2438) Oleshko          | 2 listopada 1975        |
| (2447) Kronstadt        | 31 sierpnia 1973        |
| (2469) Tadjikistan      | 27 kwietnia 1970        |
| (2519) Annagerman       | 2 listopada 1975        |
| (2574) Ladoga           | 22 października 1968    |
| (2575) Bulgaria         | 4 sierpnia 1970         |
| (2578) Saint-Exupéry    | 2 listopada 1975        |
| (2583) Fatyanov         | 3 grudnia 1975          |
| (2604) Marshak          | 13 czerwca 1972         |
| (2616) Lesya            | 28 sierpnia 1970        |
| (2681) Ostrovskij       | 2 listopada 1975        |
| (2754) Efimov           | 13 sierpnia 1966        |
| (3049) Kuzbass          | 28 marca 1968           |
| (3055) Annapavlova      | 4 października 1978     |
| (3071) Nesterov         | 28 marca 1973           |
| (3082) Dzhalil          | 17 maja 1972            |
| (3093) Bergholz         | 28 czerwca 1971         |
| (3119) Dobronravin      | 30 grudnia 1972         |
| (3146) Dato             | 17 maja 1972            |
| (3159) Prokof'ev        | 26 października 1976    |
| (3322) Lidiya           | 1 grudnia 1975          |
| (3347) Konstantin       | 2 listopada 1975        |
| (3418) Izvekov          | 31 sierpnia 1973        |
| (3460) Ashkova          | 31 sierpnia 1973        |
| (3482) Lesnaya          | 2 listopada 1975        |
| (3501) Olegiya          | 18 sierpnia 1971        |
| (3652) Soros            | 6 października 1981     |
| (3813) Fortov           | 30 sierpnia 1970        |
| (3862) Agekian          | 18 maja 1972            |
| (3962) Valyaev          | 8 lutego 1967           |
| (4006) Sandler          | 29 grudnia 1972         |
| (4049) Noragal'         | 31 sierpnia 1973        |
| (4135) Svetlanov        | 14 sierpnia 1966        |
| (4136) Artmane          | 28 marca 1968           |
| (4139) Ul'yanin         | 2 listopada 1975        |
| (4185) Phystech         | 4 marca 1975            |
| (4267) Basner           | 18 sierpnia 1971        |
| (4268) Grebenikov       | 5 października 1972     |
| (4302) Markeev          | 22 kwietnia 1968        |
| (4307) Cherepashchuk    | 26 października 1976    |
| (4424) Arkhipova        | 16 lutego 1967          |
| (4427) Burnashev        | 30 sierpnia 1971        |
| (4467) Kaidanovskij     | 2 listopada 1975        |
| (4513) Louvre           | 30 sierpnia 1971        |
| (4514) Vilen            | 19 kwietnia 1972        |
| (4591) Bryantsev        | 1 listopada 1975        |
| (4851) Vodop'yanova     | 26 października 1976    |
| (4962) Vecherka         | 1 października 1973     |
| (5015) Litke            | 1 listopada 1975        |
| (5155) Denisyuk         | 18 kwietnia 1972        |
| (5156) Golant           | 18 maja 1972            |
| (5410) Spivakov         | 16 lutego 1967          |
| (5453) Zakharchenya     | 3 listopada 1975        |
| (5540) Smirnova         | 30 sierpnia 1971        |
| (5667) Nakhimovskaya    | 16 sierpnia 1983        |
| (5930) Zhiganov         | 2 listopada 1975        |
| (6074) Bechtereva       | 24 sierpnia 1968        |
| (6108) Glebov           | 18 sierpnia 1971        |
| (6214) Mikhailgrinev    | 26 września 1971        |
| (6578) Zapesotskij      | 13 października 1980    |
| (6621) Timchuk          | 2 listopada 1975        |
| (6844) Shpak            | 3 listopada 1975        |
| (7153) Vladzakharov     | 2 grudnia 1975          |
| (7222) Alekperov        | 7 października 1981     |
| (7269) Alprokhorov      | 2 listopada 1975        |
| (7369) Gavrilin         | 13 stycznia 1975        |
| (7544) Tipografiyanauka | 26 października 1976    |
| (7856) Viktorbykov      | 1 listopada 1975        |
| (8445) Novotroitskoe    | 31 sierpnia 1973        |
| (8448) Belyakina        | 26 października 1976    |
| (8782) Bakhrakh         | 26 października 1976    |
| (8787) Ignatenko        | 4 października 1978     |
| (9158) Platè            | 25 czerwca 1984         |
| (9262) Bordovitsyna     | 6 września 1973         |
| (9297) Marchuk          | 25 czerwca 1984         |
| (9545) Petrovedomosti   | 25 czerwca 1984         |
| (10004) Igormakarov     | 2 listopada 1975        |
| (10259) Osipovyurij     | 18 kwietnia 1972        |
| (11253) Mesyats         | 26 października 1976    |
| (11438) Zeldovich       | 29 sierpnia 1973        |
| (12657) Bonch-Bruevich  | 30 sierpnia 1971        |
| (13474) V'yus           | 29 sierpnia 1973        |
| (14312) Polytech        | 26 października 1976    |
| (14790) Beletskij       | 30 lipca 1970           |
| (14815) Rutberg         | 7 października 1981     |
| (18288) Nozdrachev      | 2 listopada 1975        |
| (22250) Konstfrolov     | 7 września 1978         |
| (24609) Evgenij         | 7 września 1978         |
| (58097) Alimov          | 26 października 1976    |
| 1.                      |                         |

Tamara Michajłiwna Smirnowa (ukr. Тамара Михайлівна Смирнова, ur. 25 grudnia 1918 w Heniczesku, zm. 5 września 2001) – radziecka i ukraińska astronomka, pracownik Instytutu Astronomii Teoretycznej oraz Krymskiego Obserwatorium Astrofizycznego. W latach 1966–1984 odkryła 135 planetoid (134 samodzielnie oraz 1 z Ludmiłą Czernych). Jednej z nich nadała nazwę (2519) Annagerman (2 listopada 1975) na cześć polskiej piosenkarki Anny German. Była również współodkrywczynią komety okresowej 74P/Smirnova-Chernykh.
W uznaniu jej zasług jedną z planetoid nazwano (5540) Smirnova.